# 犬山遊園駅
犬山遊園駅（いぬやまゆうえんえき）は、愛知県犬山市犬山字瑞泉寺にある、名古屋鉄道犬山線の駅である。愛知県最北端の駅である。駅番号はIY16。
犬山駅に次ぐ観光拠点駅と位置付けられ、全ての列車が停車する。駅名はかつて駅から犬山城側に存在した犬山遊園地（後の名鉄犬山ホテル、現・ホテルインディゴ犬山有楽苑）に由来する。

## 歴史
- 1926年（大正15年）5月2日：犬山橋駅として開業。
- 1944年（昭和19年）：休止となる。
- 1947年（昭和22年）4月5日：営業再開。
- 1949年（昭和24年）12月1日：犬山遊園駅に改称。
- 1962年（昭和37年）
  - 3月12日：駅舎改築[4]。
  - 3月21日：モンキーパークモノレール線（当初はラインパークモノレール線）が開業し、乗換駅となる。
- 1985年（昭和60年）9月10日：西口新駅舎供用開始[5]。
- 1999年（平成11年）12月4日：これまで通過していた特急「北アルプス」（2001年に廃止）が停車するようになる。
- 2008年（平成20年）12月28日：モンキーパークモノレール線が廃止され、単独駅となる。
- 2011年（平成23年）2月11日：ICカード乗車券「manaca」供用開始。
- 2012年（平成24年）2月29日：トランパス供用終了。
- 2020年（令和2年）5月25日：この日から当面の間、終日無人化。
- 2024年（令和6年）9月28日：正式に終日無人化[6]。

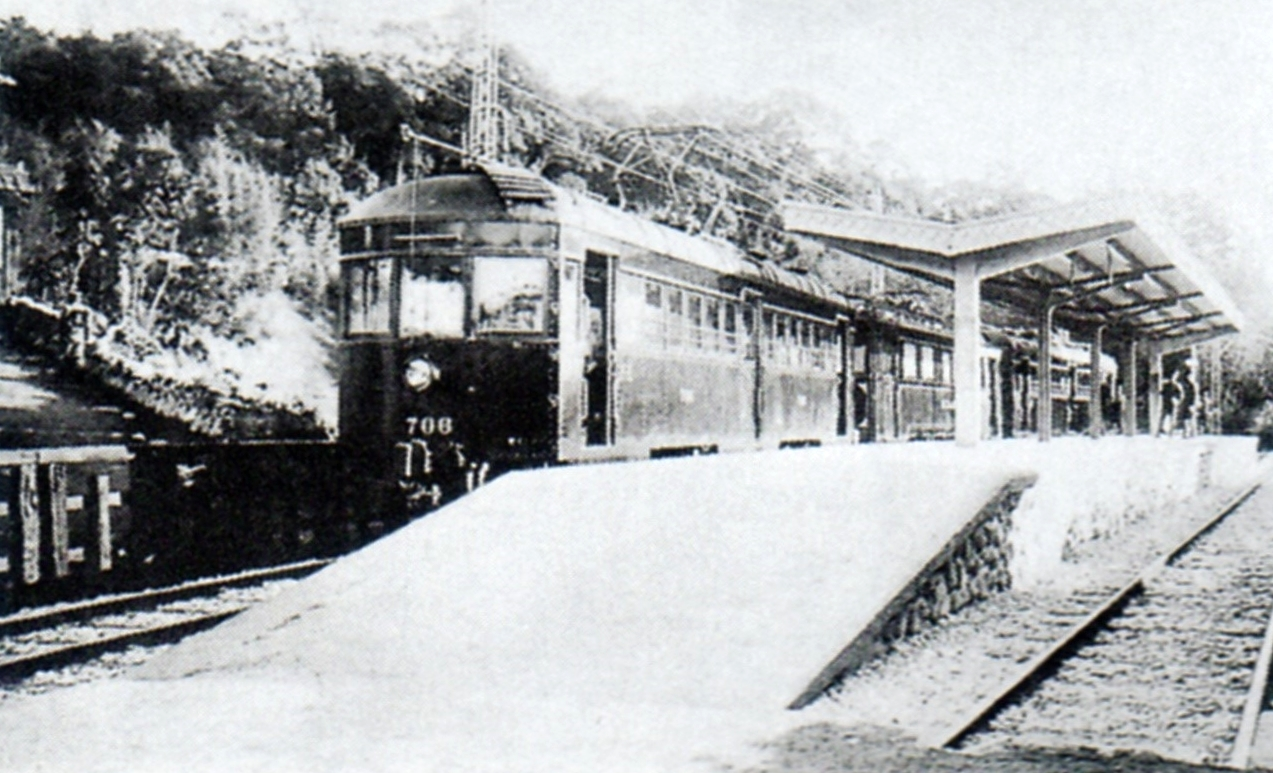
犬山橋駅時代の島式ホーム
旧西口駅舎
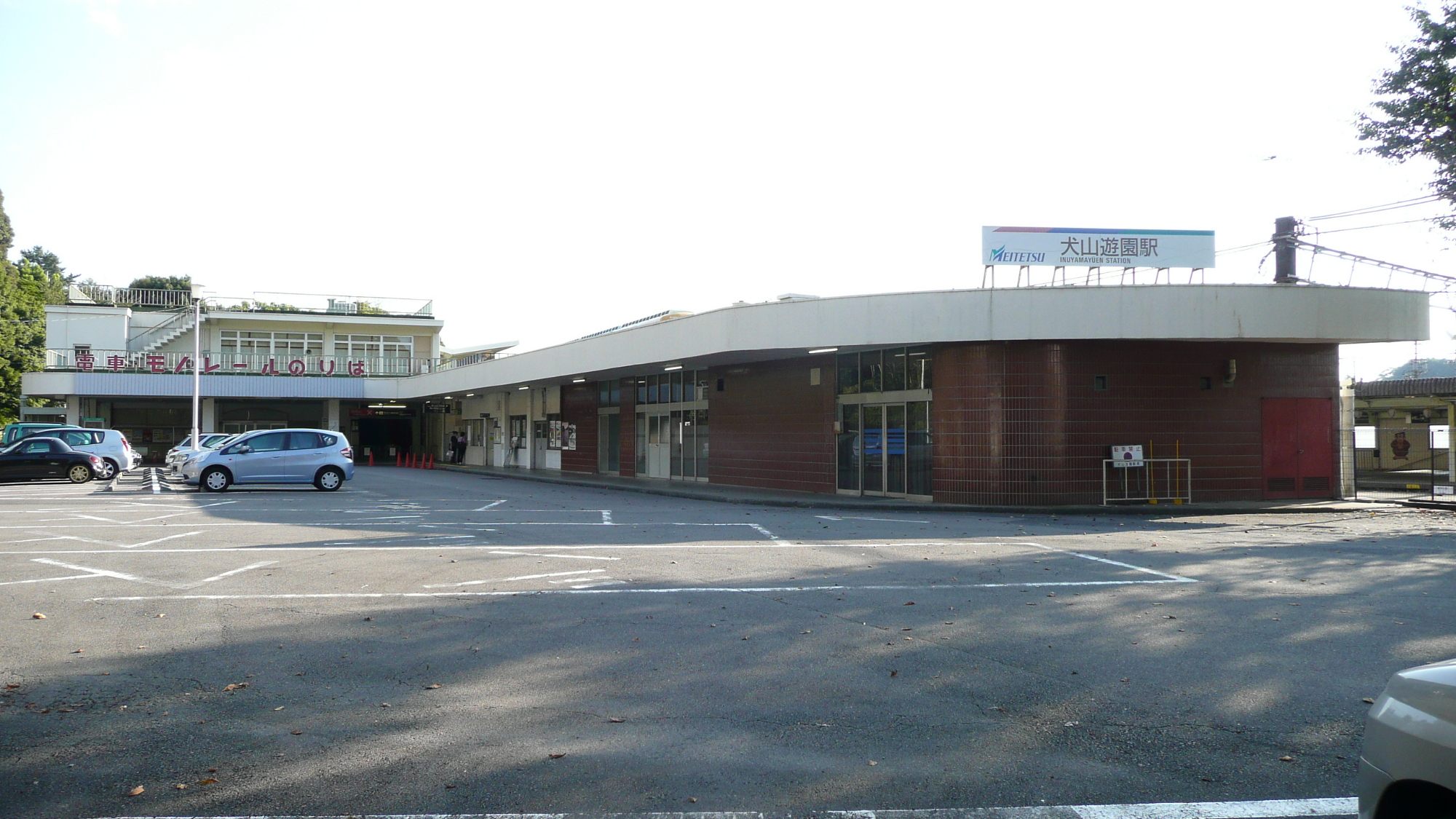
モノレール線廃止前の東口駅舎
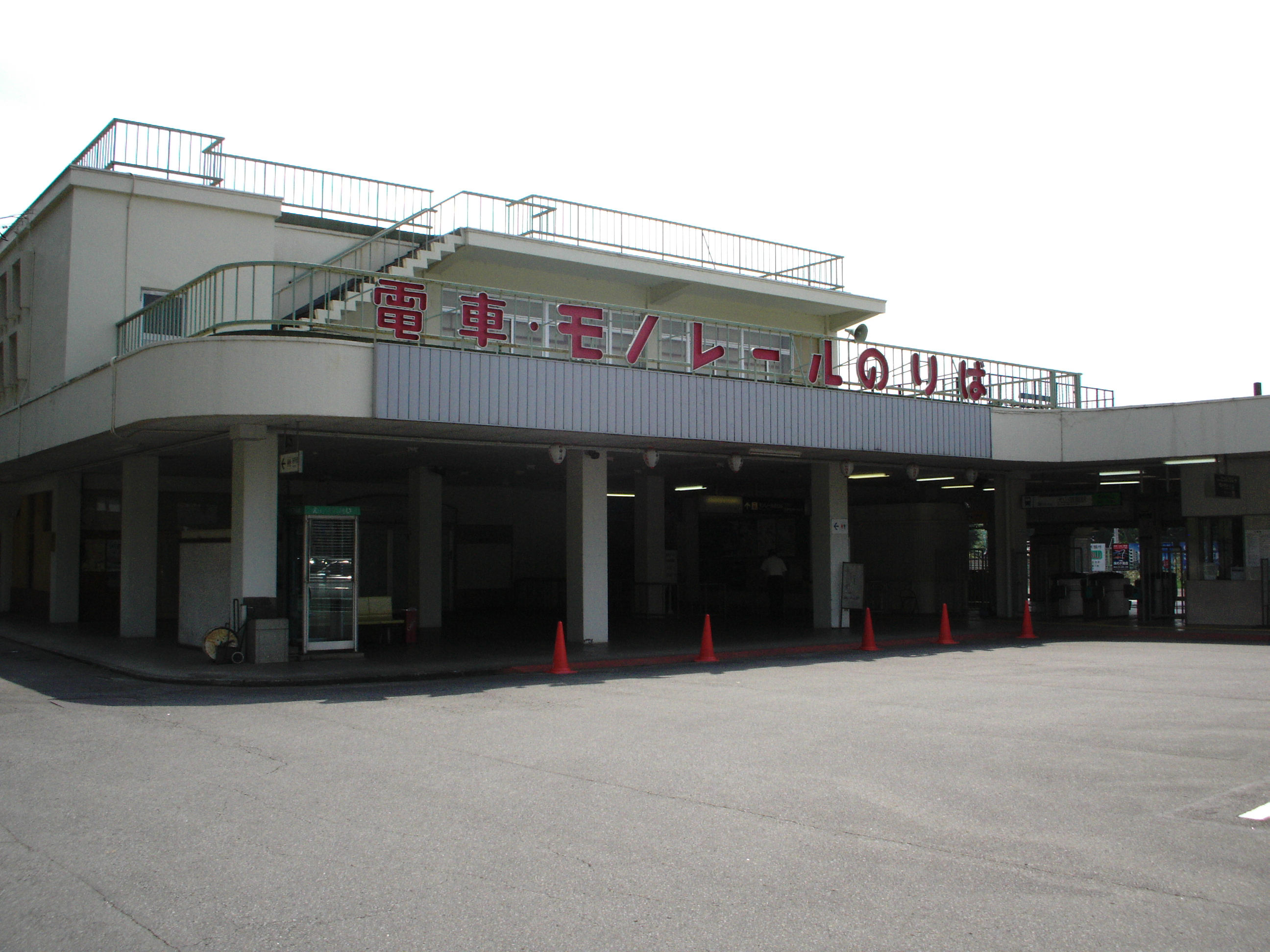
モノレールのりば
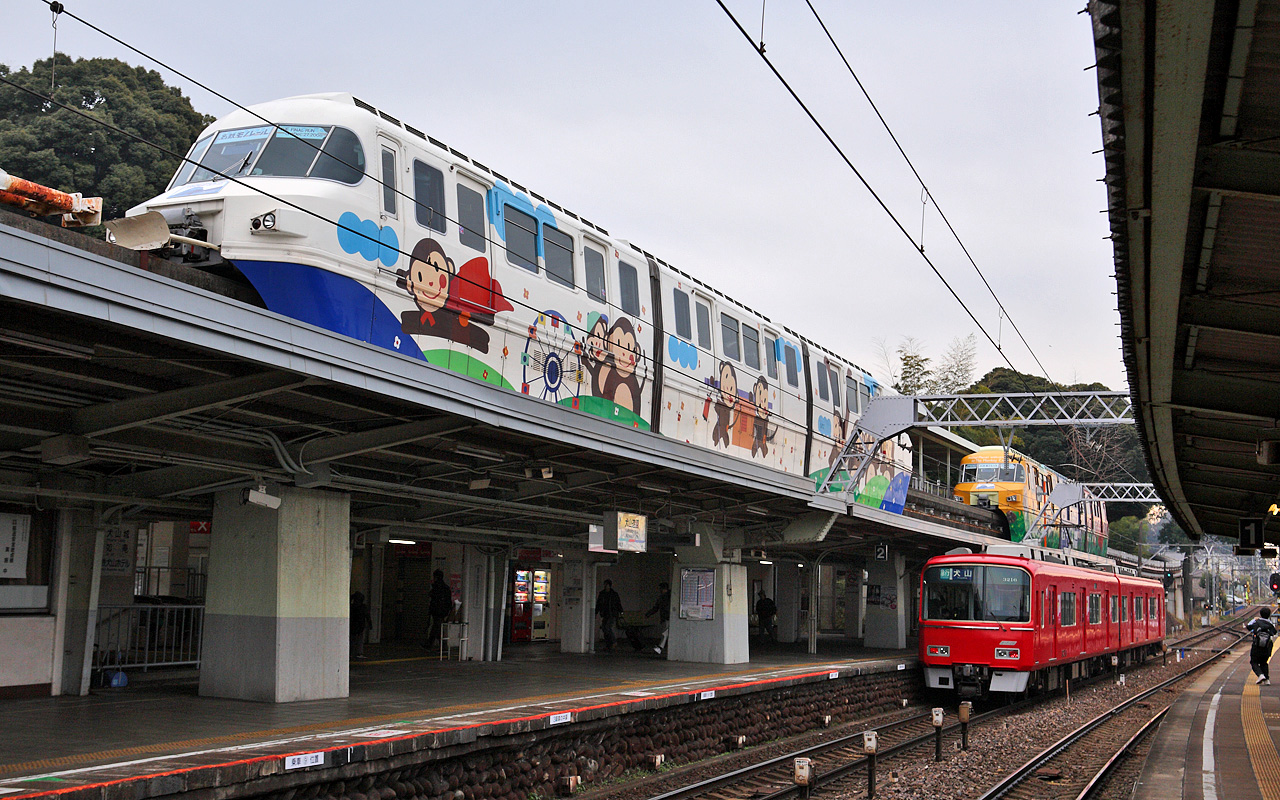
モノレール線が現役だった頃の駅ホーム
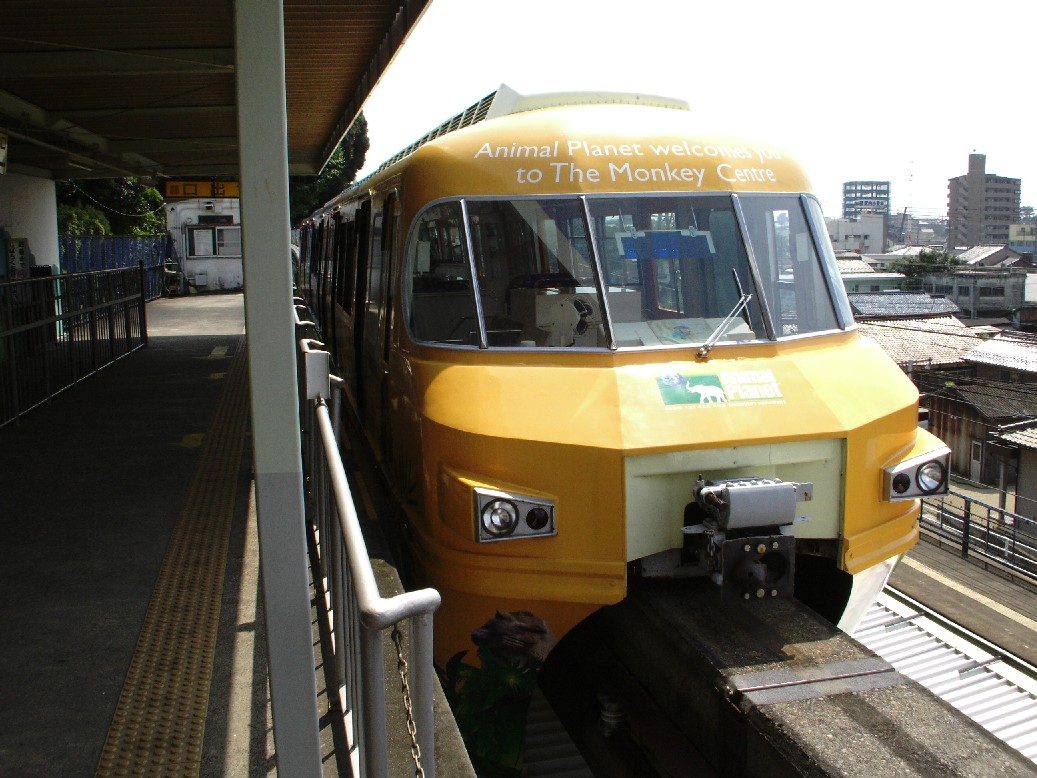
モノレール線ホーム

## 駅構造
相対式2面2線の地上駅で、駅集中管理システムが導入された無人駅（管理駅は犬山駅）である。2024年（令和6年）9月27日までは特殊勤務駅で、東改札口（2番ホーム側）に8:00～17:00の間、駅員が勤務していたが、2020年（令和2年）5月25日から暫定的に終日無人駅となっていた。駅舎は東西両側に設けられており、各駅舎に自動券売機（継続manaca定期乗車券及び新規通勤manaca定期乗車券の購入も可能ではあるが、名鉄ミューズカードでの決済は7:00～22:00の間に限られる）及び自動精算機（ICカードのチャージ等も可能）を1台ずつ備えている。上下ホーム間は地下道でつながっているが、エレベーターは設置されていない。ホームの北半分は半径290mのカーブ上に位置する。
犬山線（名古屋方面からの新鵜沼行きおよび新鵜沼発の名古屋方面行き）と各務原線（犬山発の岐阜行きおよび岐阜発の犬山行き）を乗り継ぐ場合、当駅ではホームを移動することなく乗り継ぐことができる。ただし、早朝及び夜遅くの時間帯に各務原線から犬山線へ乗り継ぐ場合、当駅および新鵜沼駅で接続がない便や、新鵜沼駅で名古屋方面への列車を先に発車させる便も存在するため注意が必要。

### のりば
| 番線 | 路線      | 方向 | 行先                               |
| ---- | --------- | ---- | ---------------------------------- |
| 1    | IY 犬山線 | 下り | 名鉄岐阜方面                       |
| 2    | IY 犬山線 | 上り | 犬山・名鉄名古屋・中部国際空港方面 |

かつては犬山橋が不通となった時に備えて犬山方面に片渡り線が設置されていたが、現在は撤去されている。片渡り線撤去後は絶対信号機のない停留所に分類される。1番線の新鵜沼（犬山橋）方に設置されている信号機は当駅の出発信号機ではなく、新鵜沼駅の第1場内信号機と表示されている。また、2番線のほぼ同じ箇所（ホーム手前）にある信号機も、場内信号機ではなく閉塞信号機である。

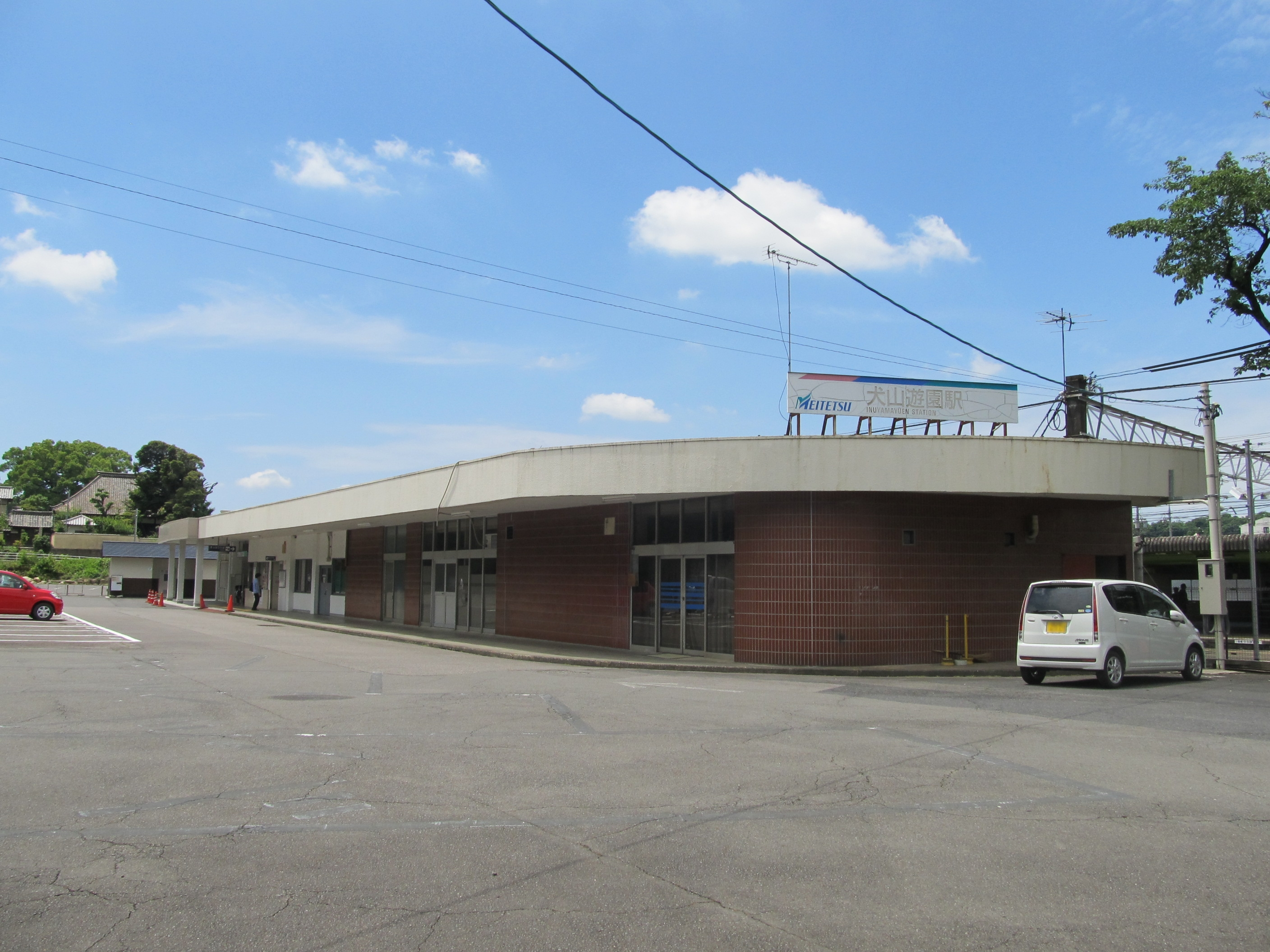
モノレール線廃止後の東口 モノレールのりばの建物が撤去されている
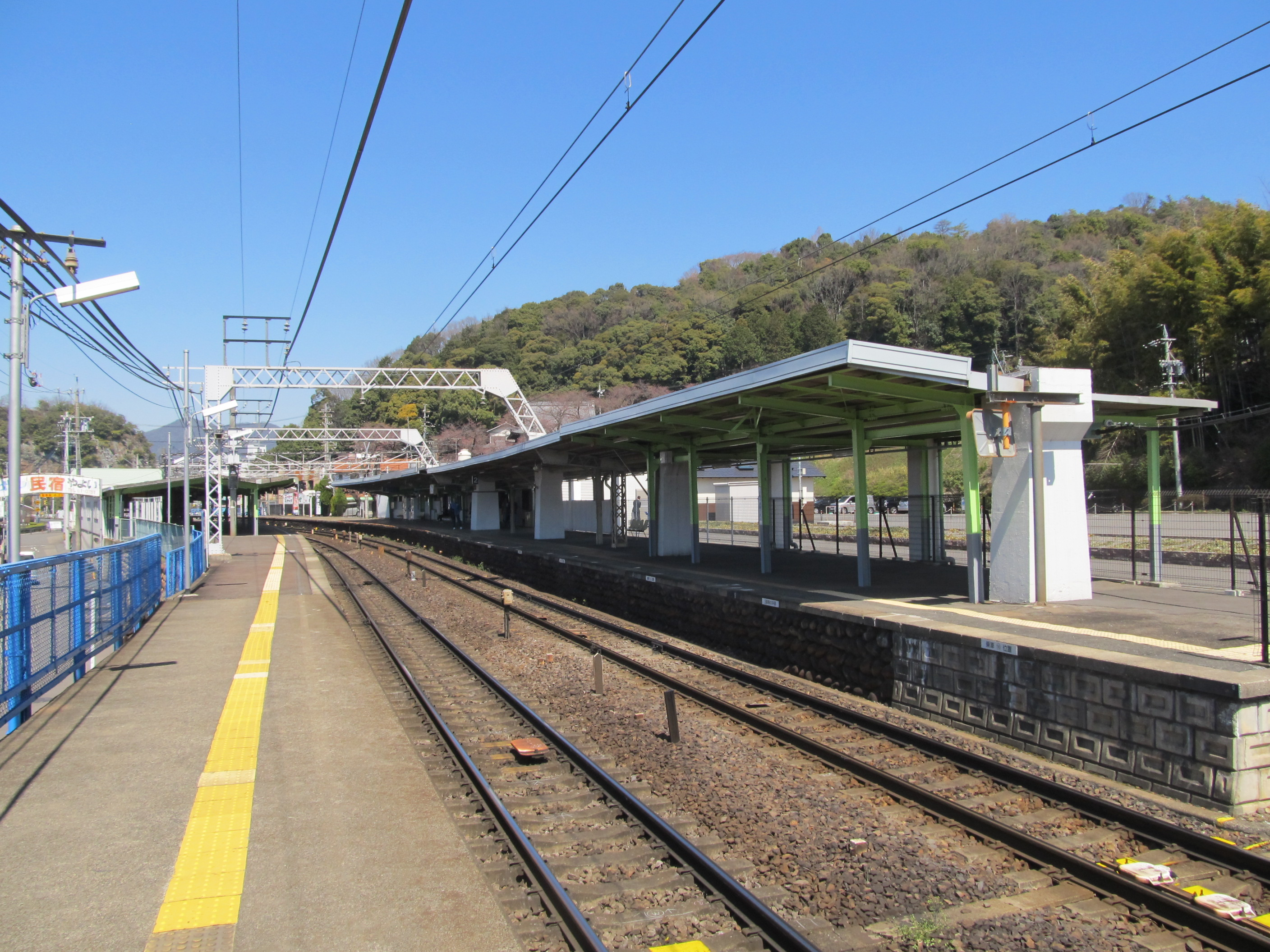
モノレール線廃止後の駅ホーム
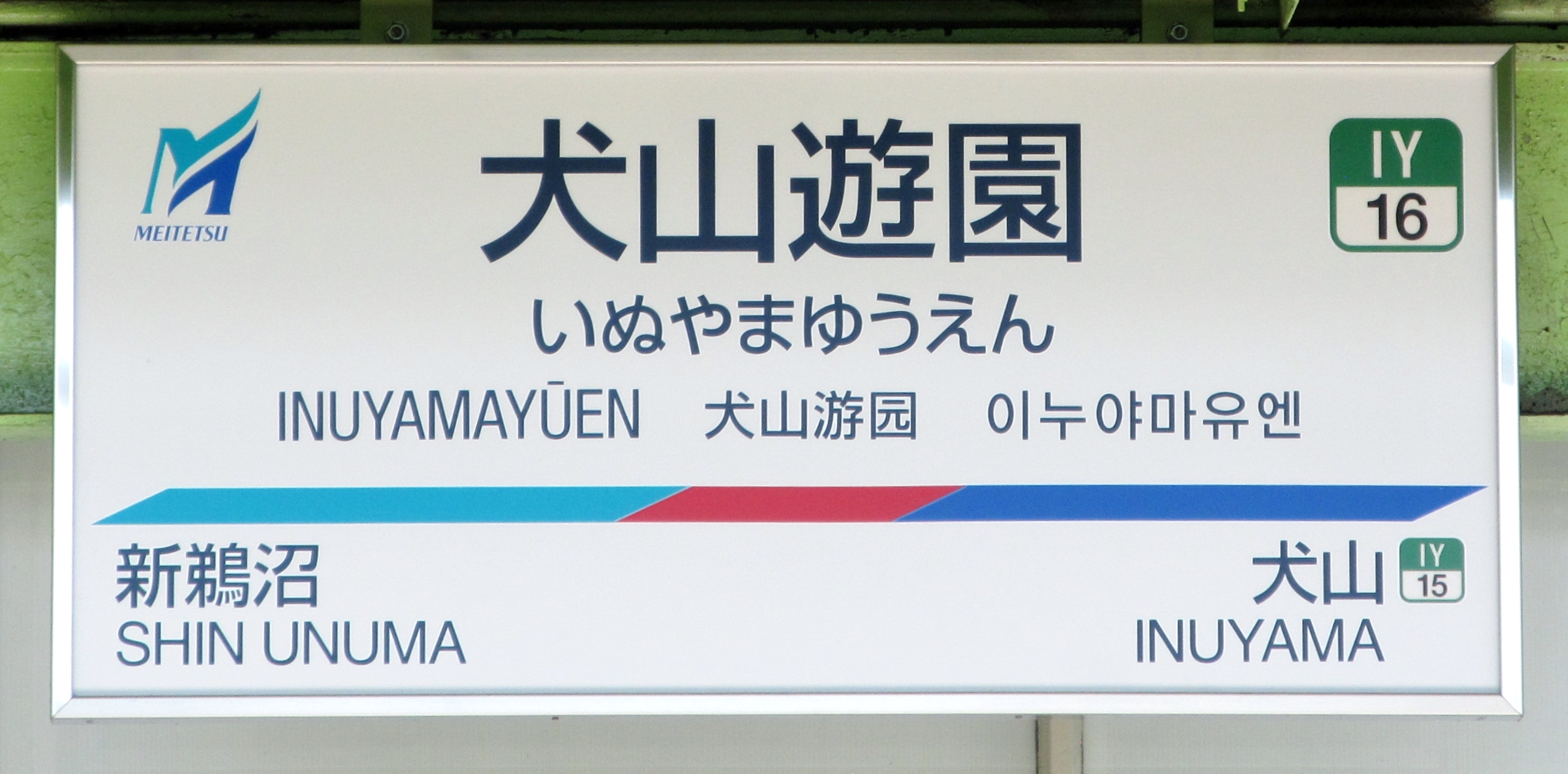
駅名標

### 配線図
| ← 犬山・ 名古屋方面 | 犬山遊園駅 構内配線略図 | → 新鵜沼・ 岐阜方面 |
| 凡例 出典:          |                         |                     |

## 利用状況
- 『名鉄120年：近20年のあゆみ』によると2013年度当時の1日平均乗降人員は1,502人であり、この値は名鉄全駅（275駅）中198位、犬山線（17駅）中16位であった[12]。
- 『名古屋鉄道百年史』によると1992年度当時の1日平均乗降人員は3,054人であり、この値は岐阜市内線均一運賃区間内各駅（岐阜市内線・田神線・美濃町線徹明町駅 - 琴塚駅間）を除く名鉄全駅（342駅）中138位、 犬山線（17駅）中14位、モノレール線（3駅）中1位であった[13]。

『愛知県統計書』『愛知県統計年鑑』『犬山市の統計』各号によると、一日平均乗車人員および一日平均乗降人員の推移は以下の通りである。
| 年                 | 乗車人員 | 乗車人員 | 乗降人員 | 備考                            |
| 年                 | 総数     | 定期     | 乗降人員 | 備考                            |
| ------------------ | -------- | -------- | -------- | ------------------------------- |
| 1928（昭和03）年度 | 447      |          | 772      | [ 14 ]                          |
| 1929（昭和04）年度 | 431      |          | 749      | [ 15 ]                          |
| 1930（昭和05）年度 | 470      |          | 875      | [ 16 ]                          |
| 1931（昭和06）年度 | 316      |          | 602      | [ 17 ]                          |
| 1932（昭和07）年度 | 304      |          | 587      | [ 18 ]                          |
| 1933（昭和08）年度 | 284      |          | 591      | [ 19 ]                          |
| 1934（昭和09）年度 | 375      |          | 706      | [ 20 ]                          |
| 1935（昭和10）年度 | 392      |          | 769      | [ 21 ]                          |
| 1936（昭和11）年度 | 343      |          | 607      | [ 22 ]                          |
| 1937（昭和12）年度 | 360      |          | 623      | [ 23 ]                          |
| 1938（昭和13）年度 | 288      |          | 507      | [ 24 ]                          |
| 1939（昭和14）年度 | 528      |          | 912      | [ 25 ]                          |
| 1940（昭和15）年度 | 593      |          | 980      | [ 26 ]                          |
| 1941（昭和16）年度 |          |          |          |                                 |
| 1942（昭和17）年度 |          |          |          |                                 |
| 1943（昭和18）年度 |          |          |          |                                 |
| 1944（昭和19）年度 |          |          |          |                                 |
| 1945・46年度       | 営業休止 | 営業休止 | 営業休止 | 営業休止                        |
| 1947（昭和22）年度 |          |          |          |                                 |
| 1948（昭和23）年度 |          |          |          |                                 |
| 1949（昭和24）年度 | *1581    |          | *3175    | 期間は1949年5月 - 1950年4月末   |
| 1950（昭和25）年度 | *740     |          | *1493    | 期間は1949年11月 - 1950年10月末 |
| 1951（昭和26）年度 | *1202    |          | *2434    | [ 29 ]                          |
| 1952（昭和27）年度 | 1310     |          | 2682     | [ 30 ]                          |
| 1953（昭和28）年度 | 1516     |          | 3031     | [ 31 ]                          |
| 1954（昭和29）年度 | 1592     |          | 3203     | [ 32 ]                          |
| 1955（昭和30）年度 | 2255     |          | 4525     | [ 33 ]                          |
| 1956（昭和31）年度 | 2213     |          | 4478     | [ 34 ]                          |
| 1957（昭和32）年度 | 2778     |          | 5600     | [ 35 ]                          |
| 1958（昭和33）年度 |          |          |          |                                 |
| 1959（昭和34）年度 |          |          |          |                                 |
| 1960（昭和35）年度 |          |          |          |                                 |
| 1961（昭和36）年度 |          |          |          | 1962年3月21日モノレール開業     |
| 1962（昭和37）年度 |          |          |          |                                 |
| 1963（昭和38）年度 |          |          |          |                                 |
| 1964（昭和39）年度 |          |          |          |                                 |
| 1965（昭和40）年度 | 3438     | 865      | 6713     | [ 36 ] [ 37 ]                   |
| 1966（昭和41）年度 | 3207     | 695      | 6172     | [ 37 ]                          |
| 1967（昭和42）年度 | 2849     | 676      | 5614     | [ 37 ]                          |
| 1968（昭和43）年度 | 2661     | 600      | 5256     | [ 37 ]                          |
| 1969（昭和44）年度 | 2586     | 590      | 5108     | [ 37 ]                          |
| 1970（昭和45）年度 | 2437     | 570      | 4834     | [ 36 ] [ 37 ]                   |
| 1971（昭和46）年度 | 2436     | 539      | 4781     | [ 36 ] [ 37 ]                   |
| 1972（昭和47）年度 | 2505     | 532      | 4911     | [ 36 ] [ 37 ]                   |
| 1973（昭和48）年度 | 2590     | 540      | 5037     | [ 36 ] [ 37 ]                   |
| 1974（昭和49）年度 | 2664     | 540      | 5191     | [ 36 ] [ 37 ]                   |
| 1975（昭和50）年度 | 2455     | 550      | 4780     | [ 36 ] [ 37 ]                   |
| 1976（昭和51）年度 | 2301     | 554      | 4510     | [ 36 ] [ 38 ]                   |
| 1977（昭和52）年度 | 2242     | 539      | 4404     | [ 36 ] [ 38 ]                   |
| 1978（昭和53）年度 | 2286     | 525      | 4606     | [ 36 ] [ 38 ]                   |
| 1979（昭和54）年度 | 2160     | 490      | 4266     | [ 36 ] [ 38 ]                   |
| 1980（昭和55）年度 | 2120     | 469      | 4155     | [ 36 ] [ 39 ]                   |
| 1981（昭和56）年度 | 1998     | 471      | 3960     | [ 36 ] [ 40 ]                   |
| 1982（昭和57）年度 | 1862     | 456      | 3693     | [ 36 ] [ 41 ]                   |
| 1983（昭和58）年度 | 1433     | 446      | 2824     | [ 36 ] [ 42 ]                   |
| 1984（昭和59）年度 | 1771     | 400      | 3533     | [ 36 ] [ 43 ]                   |
| 1985（昭和60）年度 | 1881     | 363      | 3674     | [ 36 ] [ 44 ]                   |
| 1986（昭和61）年度 | 1726     | 354      | 3412     | [ 36 ] [ 45 ]                   |
| 1987（昭和62）年度 | 1906     | 352      | 3774     | [ 36 ] [ 46 ]                   |
| 1988（昭和63）年度 | 1586     | 343      | 3141     | [ 36 ] [ 47 ]                   |
| 1989（平成元）年度 | 1541     | 333      | 3052     | [ 36 ] [ 48 ]                   |
| 1990（平成02）年度 | 1570     | 333      | 3118     | [ 36 ] [ 49 ]                   |
| 1991（平成03）年度 | 1644     | 343      | 3265     | [ 36 ] [ 50 ]                   |
| 1992（平成04）年度 | 1516     | 327      | 3022     | [ 36 ] [ 51 ]                   |
| 1993（平成05）年度 | 1559     | 325      | 3117     | [ 36 ] [ 52 ]                   |
| 1994（平成06）年度 | 1472     | 313      | 2929     | [ 36 ] [ 53 ]                   |
| 1995（平成07）年度 | 1376     | 302      | 2743     | [ 36 ] [ 54 ]                   |
| 1996（平成08）年度 | 1366     | 285      | 2714     | [ 36 ] [ 55 ]                   |
| 1997（平成09）年度 | 1243     | 263      | 2485     | [ 36 ] [ 56 ]                   |
| 1998（平成10）年度 | 1181     | 270      | 2345     | [ 36 ] [ 57 ]                   |
| 1999（平成11）年度 | 1142     | 255      | 2261     | [ 36 ] [ 58 ]                   |
| 2000（平成12）年度 | 1122     | 254      | 2219     | [ 36 ] [ 59 ]                   |
| 2001（平成13）年度 | 1084     | 246      | 2141     | [ 36 ] [ 60 ]                   |
| 2002（平成14）年度 | 979      | 239      | 1942     | [ 36 ] [ 61 ]                   |
| 2003（平成15）年度 | 898      | 240      | 1796     | [ 36 ] [ 62 ]                   |
| 2004（平成16）年度 | 865      | 233      | 1744     | [ 36 ] [ 63 ]                   |
| 2005（平成17）年度 | 889      | 235      | 1821     | [ 36 ] [ 64 ]                   |
| 2006（平成18）年度 | 871      | 237      | 1789     | [ 36 ] [ 65 ]                   |
| 2007（平成19）年度 | 893      | 243      | 1823     | [ 36 ] [ 66 ]                   |
| 2008（平成20）年度 | 882      | 241      | 1815     | 12月28日モノレール廃止          |
| 2009（平成21）年度 | 710      | 256      | 1450     | [ 36 ] [ 68 ]                   |
| 2010（平成22）年度 | 727      | 267      | 1484     | [ 36 ] [ 69 ]                   |
| 2011（平成23）年度 | 716      |          | 1521     | [ 36 ]                          |
| 2012（平成24）年度 | 679      |          | 1482     | [ 36 ]                          |
| 2013（平成25）年度 | 691      |          | 1502     | [ 36 ]                          |
| 2014（平成26）年度 | 653      |          | 1465     | [ 36 ]                          |
| 2015（平成27）年度 | 724      |          | 1613     | [ 36 ]                          |
| 2016（平成28）年度 | 741      |          | 1667     | [ 36 ]                          |
| 2017（平成29）年度 | 731      |          | 1686     | [ 36 ]                          |
| 2018（平成30）年度 | 718      |          | 1663     | [ 36 ]                          |
| 2019（令和元）年度 | 643      |          | 1473     | [ 36 ]                          |
| 2020（令和02）年度 | 364      |          | 772      | [ 36 ]                          |

* 千人単位からの概算値
全種別が停車するが、犬山線の駅では最も利用客が少ない。ただし先述の理由から犬山線と各務原線の乗り換えのために当駅で下車する乗客もいる。

## 駅周辺
当駅は木曽川に掛かる犬山橋南詰（犬山市側）にあり、大正末期に造成された犬山遊園地を軸に観光地として注目を浴びた。現在も犬山城や有楽苑の最寄り駅と位置付けられ、駅から犬山城へ向かう木曽川遊歩道には旅館が軒を連ねる。
ただし、犬山城自体は当駅が最寄りではあるものの、観光スポットである犬山城下町は犬山城から南に向かって伸びており、城下町散策をする場合は犬山駅がアクセス駅となる。そのため、犬山城散策を目的とした企画乗車券を名古屋鉄道が発売する場合、岐阜方面（犬山遊園側）からの利用は犬山駅まで、名古屋・小牧・新可児方面（犬山側）からの利用は当駅までの往復乗車を可能とし、どちらの駅からも乗下車できるようにしている。

### 主な施設
駅西側
- 木曽川遊歩道 - 駅西側から木曽川左岸を西進し犬山城に至る一方通行道路。
  - ホテルインディゴ犬山有楽苑（元・犬山遊園地 → 名鉄犬山ホテル）
  - 日本庭園 有楽苑
  - 犬山城

駅東側
- 瑞泉寺
- 善光寺
- 成田山名古屋別院（犬山成田山）

駅北側・木曽川沿い
- 犬山橋 - 名鉄犬山線の鉄道橋と愛知県道・岐阜県道27号春日井各務原線の道路橋が並行する。道路橋は別名ツインブリッジ。
  - 木曽川うかい乗船場
  - 日本ライン下り下船場（休業中）
- 愛知県道185号栗栖犬山線 - 駅西口前の交差点で県道27号から分岐し木曽川左岸を北上する県道。
  - 犬山寂光院
  - 桃太郎神社

## 路線バス
犬山市コミュニティバス
- 内田線：城前広場・犬山高校・犬山駅西口・総合犬山中央病院経由犬山市体育館エナジーサポートアリーナ行き（西口の道路向かい側から）
- 朝便栗栖線：犬山駅西口・犬山高校経由木曽川緑地公園行き（西口の駅舎側の道路から）

※いずれも土曜日、日曜日と年末年始（12月29日から1月4日）は運休。
名鉄バス
- 期間限定（毎年11月第3、4土・日曜の4日間）で犬山紅葉ルートバス（犬山遊園駅 - 寂光院 - 桃太郎公園）が運行される。

## 隣の駅

### 営業路線
名古屋鉄道
IY 犬山線
□ミュースカイ・□快速特急・■特急・□快速急行・■急行・■準急・■普通
犬山駅（IY15） - 犬山遊園駅（IY16） - 新鵜沼駅（IY17）

### 廃止路線
名古屋鉄道
モンキーパークモノレール線
犬山遊園駅 - 成田山駅